# Adalbert III. von Böhmen
Adalbert III. von Böhmen, tschechisch Vojtěch III. Salcburský (* 1145; † 8. April 1200) entstammte dem böhmischen Adelsgeschlecht der Přemysliden. Seine Regentschaft als Erzbischof von Salzburg war wesentlich vom Streit mit Kaiser Friedrich Barbarossa geprägt. 

## Jugend
Er war der Sohn des von Kaiser Friedrich I. zum König erhobenen Herzogs Vladislav II. von Böhmen und dessen Frau Gertrud, der Tochter des Markgrafen Leopold von Österreich. Adalbert lebte als Diakon im böhmischen Kloster Strahov (lateinisch Mons Sion) bei Prag.

## Erste Regentschaft
Nach dem Tod des Erzbischofs Konrad II. von Salzburg (des Onkels mütterlicherseits von Adalbert) am 28. September 1168 wurde Adalbert III. einstimmig zum Nachfolger gewählt, danach in Anbetracht der lauernden Gefahren heimlich nach Salzburg geholt und dort am 1. November 1168 inthronisiert. Am 15. März 1169 empfing Adalbert durch Udalrich, den Patriarchen von Aquileja, die Bischofsweihe, vom Papst Alexander III. erhielt er bald danach das Pallium. Ohne von Kaiser Friedrich I. die Regalien empfangen zu haben, übte Adalbert trotzdem alle weltlichen Herrschaftsrechte aus. Der erzürnte Kaiser ließ ihn daher, als er Pfingsten 1169 in Begleitung seines Vaters, dem König von Böhmen Ladislaus/Vladislav II.,  vor ihm in Bamberg erschien, nicht einmal vor. Beim Erscheinen des Kaisers im Salzburgischen von seinen Ministerialen im Stich gelassen, musste Adalbert vorerst auf seine Würde verzichten und ging in die steirischen Klöster Admont und Vorau. Bald jedoch trat er, den Verzicht widerrufend, wieder als Erzbischof auf. Er suchte dabei vorerst vergebens sich durch unrechtmäßige Vergabe von Kirchengütern Verbündete zu gewinnen, während der Klerus, über sein Vorgehen entrüstet, mit dem Kaiser über eine Neuwahl verhandelte. Papst Alexander III. nahm seinen Parteigänger Adalbert jedoch in Schutz. Ein Versuch, durch Vermittlung des Erzbischofs Wichmann von Magdeburg (1171) mit dem Kaiser Frieden zu schließen, blieb erfolglos. Als Friedrich Barbarossa in der Stadt Salzburg Anfang 1172 einen glänzenden Hoftag abhielt, an dem auch die Bischöfe von den Bistümern Regensburg, Brixen und Gurk teilnahmen, fehlte Adalbert zuerst und erschien erst stark verspätet. Adalbert erklärte sich in der Folge erst zur Anerkennung eines zusammengesetzten Gerichtes zur Klärung seiner Herrschaftsansprüche bereit, erbat sich darauf wieder Bedenkzeit, verließ aber in der folgenden Nacht heimlich die Stadt.
Durch die Abdankung seines Vaters seiner Hauptstütze beraubt und vom Kardinallegaten Konrad I. von Wittelsbach in seiner Handlungsfähigkeit gehindert, wusste Adalbert seine Sache doch noch bis zum Mai des Jahres 1174 hinzuschleppen, wo er durch Spruch des Fürstengerichtes zu Regensburg schließlich förmlich abgesetzt wurde. Zuerst wurde von Seiten des Kaisers Propst Heinrich von Berchtesgaden zum Erzbischof von Salzburg erhoben, der jedoch vom Papst nicht anerkannt wurde. Alexander III. hielt weiterhin zu Adalbert und lud ihn 1177 nach Venedig vor, damit er sich dort gegen die von dem Salzburger Klerus gegen ihn erhobenen Anklagen verantworten könne. Doch musste auch der Papst zuletzt Adalbert dem Kaiser gegenüber aufgeben: Trotz aller Bemühungen Adalberts bestimmte der Venediger Friede die Absetzung sowohl des Salzburger Erzbischofs Adalbert als auch seines Gegenspielers Heinrich. Adalbert wurde jedoch eine spätere namhafte Entschädigung in Aussicht gestellt.

## Zweite Regentschaft
Adalbert lebte nun zuerst bei Udalrich von Aquileja, dann als Propst zu Mělník in Böhmen, vom Papst durch die Legation geehrt, doch ohne Einfluss. Als aber der statt seiner zum Erzbischof von Salzburg erhobene Konrad (III.) von Wittelsbach den Mainzer Erzstuhl erhielt, wurde Adalbert am 19. September 1183 mit Zustimmung des Kaisers einstimmig wieder zum Erzbischof / Metropoliten erwählt. Dieses Amt bekleidete er gewissenhaft bis zu seinem Tode.

## Das Wirken Adalberts III.
Sein Ansehen bezeugt die von ihm erwirkte Urkunde des Papstes Lucius III. vom 3. Dezember 1184 über die Bestätigung der Privilegien der Salzburger Kirche und namentlich deren Hoheit über das nach Unabhängigkeit strebende Bistum Gurk. In die Reichsangelegenheiten griff Adalbert durch seine erfolgreiche Verwendung für König Richard Löwenherz bei dem sterbenden (26. Dezember 1194) Leopold von Österreich und durch die Beteiligung an der Wahl Philipps von Schwaben zum König (1198) ein. 1186 half er seinem durch einen Aufstand aus Böhmen verjagten Bruder Herzog Friedrich wieder zur Herrschaft. Er griff vermutlich auch in die zwischen seinen Brüdern Friedrich, Vladislav Heinrich und Premysl in Böhmen entstandenen Wirren zu Gunsten des letzten ein. 
Seiner Diözese stand Adalbert zumindest nach seiner Wiedererhebung verdienstvoll vor, doch hatte er 1196 einen Aufstand der Stadt Reichenhall gewaltsam niederzuwerfen und 1198 mit aufsässigen Ministerialen zu kämpfen, die ihn angeblich vierzehn Tage in Werfen eingeschlossen hielten und zu einem Vergleich zwangen.
Adalbert von Böhmen verstarb am 8. April 1200 in Salzburg und wurde im Salzburger Dom vor dem St.-Andreas-Altar beigesetzt.